# Mléčka zední
Mléčka zední (Mycelis muralis) je planě rostoucí, žlutě kvetoucí bylina, jediný druh monotypického rodu mléčka z čeledě hvězdnicovitých, kde je řazen do podčeledě Cichorioideae. Mléčka zední je někdy nesprávně zařazována do rodu mléčivec.

## Rozšíření
Tento druh roste hlavně v Evropě, od severu Velké Británie a jihu Skandinávie na severu až po Pyreneje a Apeniny na jihu. Ojediněle se vyskytuje na západě severní Afriky, v Malé Asii a na západě Ruska, hojněji na Kavkazu. Mléčka byla zavlečená do Severní Ameriky i na Nový Zéland.
V České republice vyrůstá téměř po celém území, vzácnější je pouze v okolí Ohře a na jižní Moravě, v oblastech s minimem lesů a poměrně suchým klimatem. Druh se obvykle objevuje na neosluněných a vlhkých místech, jako lesní lemy a křovinami porostlé paseky, ve stinných a vláhou oplývajících roklinách, okolo lesních pramenišť nebo i bažin. Lze ji také spatřit růst na starých vlhkých zdech stejně jako na zastíněných rumištích nebo výsypkách.

## Popis

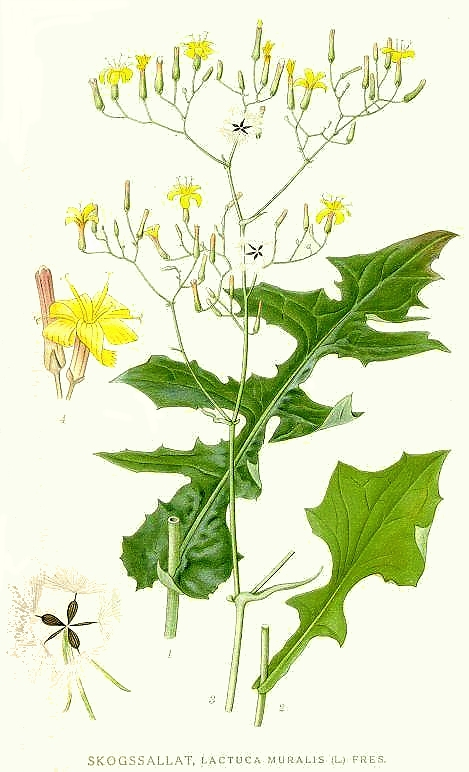
Nákres rostliny

Mléčka je vytrvalá rostlina s lodyhou rostoucí z krátkého oddenku s množství tenkých kořenů, která dosahuje pod místních podmínek do výše 30 až 100 cm. Lodyhy jsou přímé, duté, oblé a v horní části silně větvené. Listy má bazální a lodyžní které rostou až před kvetením. Dlouze řapíkaté spodní listy jsou poměrně velké a kracovitě peřenodílné s postranními nazpět směřujícími úkrojky a velkým trojúhelníkovitým koncovým. Málo početné lodyžní listy vyrůstající střídavě se směrem vzhůru zmenšují a stávají se objímavými. Všechny listy jsou hrubě zubaté, lysé, poměrně tenké a na rubu tmavěji zelené nebo nafialovělé. Z rostliny při poranění vytéká bílé šťáva latex, rostlina mléčí (odtud rodové jméno).
Úbory 10 až 15 mm široké na dlouhých stopkách rostou v bohatých latách, obsahují obvykle po pěti pouze jazykovitých květech. Jejich kalich je tvořen jen kratičkými pérovitými štětinkami, koruna má světložlutý jazyk s pěti zuby na konci, tyčinek je v květu pět. Pestík je ze dvou plodolistů, z květů čnící nitkovité blizny jsou rozdvojené. Úzce válcovitý zákrov je tvořen dvěma řadami trojúhelníkovitých nebo podlouhlých listenů, vnitřní jsou mnohem delší. Květy rozkvétají v červenci a srpnu, jsou opylovány hmyzem.
Plod je úzce vejčitá, téměř černá 3 až 4 mm dlouhá nažka s malým zobáčkem a s jednořadým chmýrem. Rostliny se po svém stanovišti rozmnožují rozrůstáním oddenků a do větších vzdálenosti zanáší vítr nažky.

## Význam
Mlečka zední nemá ekonomický význam, je však chutnou potravou pro lesní zvěř, která, je-li v dané oblasti přemnožena, ji dokáže zcela vypást.